# Lupus eritematoso inducido por fármacos
El lupus eritematoso inducido por fármacos es un síndrome que se presenta tras la exposición continua a ciertos fármacos y que comparte características clínicas y de laboratorio con el lupus eritematoso sistémico idiopático El lupus inducido por fármacos presenta ciertas características diferenciales del lupus eritematoso sistémico en cuanto a su epidemiología y su forma de presentación clínica y analítica. Los fármacos que con más frecuencia causan este tipo de lupus son la procainamida, hidralazina e isoniazida. El cuadro clínico se resuelve tras la suspensión del fármaco desencadenante.

## Epidemiología
No se conoce la verdadera incidencia del lupus inducido por fármacos, aunque se cree que podría representar hasta un 5% de todos los casos de lupus diagnosticados en un año.  Los datos demográficos del lupus inducido por fármacos reflejan los datos de los pacientes a los cuales se les está prescribiendo un determinado fármaco. En general, es igual de frecuente en hombres y mujeres y es más habitual en la población de raza blanca y de mayor edad, salvo el lupus inducido por minociclina que se observa sobre todo en mujeres jóvenes tratadas por acné.
El riesgo de desarrollar el cuadro clínico es diferente según las medicaciones desencadenantes, variando entre 15-20% en los que reciben procainamida, el 7-13% en los que toman hidralazina, el 0.2% en los que siguen tratamiento con un fármaco anti factor de necrosis tumoral (TNF) y el 0.05% en los que toman minociclina. Sin embargo la incidencia relativa de lupus inducido por fármacos de cada uno de estos medicamentos depende de la frecuencia con que son prescritos; así, pese a los elevados porcentajes, son raros lo lupus inducidos por procainamida e hidralazina debido al escaso uso de estos fármacos en la práctica clínica actual.

## Patogénesis
Los mecanismos involucrados en la aparición del lupus inducido por fármacos no están bien aclarados y difieren entre los diversos agentes causales, existiendo varias hipótesis al respecto. Independientemente del mecanismo, el resultado es un aumento de la autoinmunidad, siendo las manifestaciones clínicas el resultado de los efectos de las alteraciones inmunes sobre los órganos diana. Algunas características del paciente que influyen en el riesgo de desarrollar este cuadro, dependiendo del agente incitante, incluyen variaciones genéticas del metabolismo del fármaco, en especial si el paciente es acetilador lento –con disminución de la síntesis hepática de N-acetiltransferasa–, así como las características inmunogenéticas del paciente.
Los anticuerpos antinucleares (ANA) desarrollados por los pacientes en respuesta al fármaco inductor dependen fundamentalmente del agente incitante. Con algunos fármacos se desarrollan anticuerpos antinucleares que tienen especificidad para las histonas, mientras que para otros fármacos los autoanticuerpos asociados se parecen más a los del lupus eritematoso sistémico idiopático –con anticuerpos anti-DNAn-, o las vasculitis sistémicas –con anticuerpos anti citoplasma de neutrófilos–. Así, los anticuerpos antihistonas están presentes en más del 95% de los pacientes con lupus inducido por procainamida e hidralazina, pero son raros con la minociclina o las estatinas. Por otra parte, los anticuerpos anti-DNAn no se observan con la procainamida, hidralazina e isoniacida, pero se asocian con el lupus inducido por interferón alfa y anti TNF.

## Fármacos causantes
Los fármacos con mayor riesgo de inducir un lupus en un paciente individual son la procainamida, hidralazina, isoniacida y penicilamina. Hasta la actualidad se han descrito al menos 80-90 fármacos implicados en el desarrollo de esta entidad. Otras medicaciones identificadas claramente como causantes de lupus inducido por fármacos son: minociclina, diltiazem, quinidina, fármacos anti TNF-alfa, interferón alfa, metildopa, clorpromacina y practolol.
| Fármacos asociados con inducción de lupus eritematoso |
| --- |
| Asociación definitiva: Procainamida Hidralazina Quinidina Isoniazida Minociclina Diltiazem Penicilamina Anti TNF alfa Interferón alfa Metildopa Clorpromazina Practolol |
| Asociación probable: Anticonvulsivantes (fenitoina, trimetadiona, etosuximida, carbamacepina), fármacos antitiroideos, antimicrobianos (sulfamidas, rifampicina, nitrofurantoína), beta bloqueantes, litio, captopril, interferón gamma, hidroclorotiazida, glibenclamida, sulfasalazina, terbinafina, amiodarona, ticlopidina, hidrazina y docetaxel. |
| Asociación posible: Sales de oro, penicilina, tetraciclinas, reserpina, valproato, estatinas, griseofulvina, gemfibrozilo, lamotrigina, mesalazina y timolol oftálmico. |
| Fuente: |

Otros muchos agentes han sido identificados como probables causantes incluyendo anticonvulsivantes –fenitoina, trimetadiona, etosuximida, carbamacepina-, fármacos antitiroideos, antimicrobianos –sulfamidas, rifampicina-, beta bloqueantes, captopril, hidroclorotiacida, sulfasalazina, litio, amiodarona e interferón gamma, entre otros.
Finalmente otras medicaciones son consideradas como posibles causantes de lupus inducido por fármacos, incluyendo estatinas –simvastatina, atorvastatina, pravastatina, fluvastatina, lovastatina-, penicilina, tetraciclinas, sales de oro y lamotrigina, entre otros.

## Manifestaciones clínicas
Diversos medicamentos pueden desencadenar una respuesta inmune con producción de autoanticuerpos. En la mayoría de ocasiones no se desarrollan síntomas clínicos; sin embargo, en algunos pacientes se desarrolla un síndrome clínico, similar al lupus eritematoso sistémico, que es denominado lupus eritematoso inducido por fármacos.  Los pacientes con esta entidad pueden desarrollar diversas manifestaciones sistémicas, siendo las más comunes la presencia de fiebre, mialgias, artralgias, artritis y serositis -pleuritis, pericarditis-. La frecuencia de estas manifestaciones es variable según el fármaco desencadenante. 
En general, las alteraciones hematológicas y las manifestaciones más graves observadas en el lupus eritematoso sistémico, como la enfermedad renal y la afectación del sistema nervioso central son poco frecuentes, aunque pueden ocurrir.  Son habituales las alteraciones en las pruebas hepáticas, sobre todo en los casos inducidos por minociclina.
Las manifestaciones cutáneas son mucho menos frecuentes que en el lupus eritematoso sistémico idiopático. Sin embargo, además de los cuadros semejantes al lupus sistémico, se han descrito cuadros de lupus cutáneo subagudo inducidos por fármacos, siendo los desencadenantes más frecuentes la hidroclorotiazida, los calcioantagonistas, los inhibidores de la enzima convertidora de la angiotensina, las estatinas, los antagonistas del TNF alfa y los inhibidores de la bomba de protones.

## Diagnóstico
Debe sospecharse un lupus eritematoso inducido por fármacos ante un paciente que está tomando alguno de los fármacos inductores durante al menos un mes -habitualmente mucho más tiempo- y que presenta artralgias, mialgias, fiebre, malestar general, erupción cutánea o serositis. Debería estar presente al menos un dato típico de lupus eritematosos sistémico y la presencia de anticuerpos antinucleares (ANA) positivos. Los pacientes con lupus inducido por fármacos habitualmente no cumplen cuatro criterios de lupus eritematosos sistémico.
La confirmación del diagnóstico con frecuencia no es fácil, siendo la prueba definitiva la resolución de las manifestaciones clínicas de la enfermedad tras la suspensión del fármaco desencadenante, lo que ocurre habitualmente en unas semanas o meses.

## Tratamiento
La base del tratamiento es la suspensión del fármaco desencadenante y el tratamiento temporal de las manifestaciones hasta su resolución.
En la mayoría de pacientes las manifestaciones articulares y la serositis pueden ser tratadas adecuadamente con antiinflamatorios no esteroideos (AINEs), o corticoides sistémicos en aquellos con enfermedad más severa, aunque sólo se requieren raramente. Las erupciones cutáneas pueden requerir tratamientos tópicos, incluyendo corticoides tópicos.
En los pacientes en que los síntomas no se resuelven tras 4-8 semanas tras la suspensión del fármaco inductor puede ser necesario añadir al tratamiento antipalúdicos de síntesis hasta la resolución total de las manifestaciones.

## Pronóstico
El pronóstico del lupus eritematoso inducido por fármacos es generalmente favorable en la mayoría de casos, con desaparición de los síntomas de la enfermedad tras la suspensión del fármaco desencadenante, aunque puede ser necesario tratamiento durante varios meses en algunos pacientes.